# Gryllomorpha mira
Gryllomorpha mira är en insektsart som beskrevs av Andrej Vasiljevitj Gorochov 1993. Gryllomorpha mira ingår i släktet Gryllomorpha och familjen syrsor. Inga underarter finns listade i Catalogue of Life.